# Barkava
Barkava est un pagasts de Lettonie.